# Earl Freeman
Earl Albert „Googles“ Freeman (* 11. März 1931 in Oakland, Kalifornien; † 25. Juli 1994 in San Francisco) war ein US-amerikanischer Bassist des Free Jazz, der auch als Dichter und bildender Künstler tätig war.

## Leben und Wirken
Freeman leistete seinen Militärdienst im Koreakrieg ab. Ende der 1960er Jahre lebte er in Frankreich und nahm mit Archie Shepp, Sunny Murray, Noah Howard, Clifford Thornton, Mike Osborne, Kenneth Terroade und Selwyn Lissack auf. Auch war er am ersten Album der Gruppe Gong, Magick Brother, beteiligt. Bei Auftritten trug er öfter Teile einer Kampfpiloten-Ausrüstung, angeblich bis hin zum Fallschirm. 1972 wurde er nach einer Befragung durch die französische Polizei aus politischen Gründen als politisch verdächtig eingestuft. Unter Androhung von Haftstrafen floh er nach Amsterdam.
Von dort kehrte er in die  Vereinigten Staaten zurück. In den nächsten Jahren trat er in New York City auf, unter anderem mit dem Music Ensemble. Auch leitete er die Universal Jazz Symphonette und spielte mit dieser Band, zu der Billy Bang, Raphé Malik und William Parker gehörten, 1975 das Album Soundcraft ein.  1984 nahm er mit Henry P. Warner und Philip Spigner im Trio The Freestyle Band ein weiteres Album auf, das 2012 bei NoBusiness Records wiederveröffentlicht wurde.
Freeman trat auch als Dichter und bildender Künstler in Erscheinung.

## Schriften
- Poems & Drawings. 50 Miles of Elbow Room and WRY Press, 2021.

## Diskographische Hinweise
- Claude Delcloo, Arthur Jones Africanasia (1969)
- Archie Shepp Yasmina, a Black Woman (1969)
- Archie Shepp Black Gypsy (1969, mit Noah Howard, Clifford Thornton, Chicago Beau, Julio Finn, Dave Burrell, Leroy Jenkins, Sunny Murray)
- Sunny Murray Homage to Africa (1969)
- Mike Osborne Shapes (1972, mit Alan Skidmore, John Surman, Harry Miller, Louis Moholo)
- Noah Howard Patterns (1972)
- Noah Howard Live at the Village Vanguard (1975, mit Frank Lowe, Juma Sultan, Rashied Ali)
- Henry P. Warner, Earl Freeman, Philip Spigner: The Freestyle Band (1984)